# محمدنادر خیری
محمدنادر خیری شاعر اهل افغانستان خالق آثار خوشه‌های باور و برگی از روستا زاده سال ۱۳۴۳ هجری خورشیدی ولسوالی گلران ولایت هرات افغانستان است.

## آغاز سرایش شعر
وی که هنوز ۱۴ سال داشت پدرش را که یک تن از انقلابیون مشهور در هرات بود را از دست داد.
پس از اوج گرفتن درگیری‌ها در افغانستان، محمد نادر خیری همراه با خانواده اش به ایران مهاجر شد.
اما خودش دوباره به کشورش بازگشت و در پهلوی هزاران تن از مجاهدین افغان علیه تهاجم شوروی مبارزه نمود.
خیری به دلیل شرایط موجود در افغانستان نتوانست به تحصیلاش ادامه دهد و از این رو او تحصیلات آکادمیک ندارد
محمد نادر خیری از کودکی علاقه به سرودن شعر داشت به گفته خودش اولین شعرش را زمانی سرود که هنوز دانش آموز صنف (کلاس) پنج بود.
علاقه‌مندی او روز به روز به سرایش شعر افزایش می‌یافت و تا سال ۱۳۸۵ اشعار بی شماری را جمع‌آوری کرد و در همان سال اولین مجموعه شعری اش بنام خوشه‌های باور را بچاپ رسانید.
او در سال ۱۳۸۷ موفق به چاپ دومین مجموعه اش بنام برگی از روستا شد.
در حاشیه سکوت نام مجموعه‌ای دیگر این شاعر است که آماده چاپ می‌باشد.
از دید محتوایی، شعر نادر خیری مجموعه‌ای از ناله‌ها، دلتنگی‌ها، ناامیدی، یاس و غم است؛ چیزی که در شعر مهاجرت و شعر مقاومت به یک کلیشه زننده تبدیل شده است.
او به شدت از غم و غصه‌هایش که حاصل وضعیت موجود زمانش و بی سامانی‌های وطنش است.
نادر خیری هم‌اکنون ۴۴ سال سن دارد و در شهر هرات زندگی می‌کند.

## فعالیت‌های دیگر
وی به هنر عکاسی علاقه‌مندی دارد و بقول خودش گهگاهی به ثبت لحظه‌های زود گذر زندگی می‌پردازد.
او هم‌اکنون مشغول جمع‌آوری خاطرات شاعران افغان برای چاپ است.
او سعی دارد در این مجموعه خاطرات شاعران افغان را به قلم خودشان در مجموعه‌ای تحت عنوان «یاد باد آن روزگاران یاد باد» بگنجاند.

## سبک شعری
خیری می‌گوید هیچگاه از سبک خاصی در سرودن اشعارش پیروی نکرده است.
او به سرایش غزل، مثنوی، دوبیتی، رباعی و شعر نو مهارت دارد،
فقط یکی از مجموعه‌های او «برگی از روستا» تنها دوبیتی را در خود جای داده است.
نادر خیری در اشعارش بنوعی دردها و آلام هموطنانش را در قالب شعر بیان داشته است.
شعر او مؤلفه‌های شعر مهاجرت یا شعر شعاری دوران جهاد را ندارد بلکه بیشتر احساس دردمندانه شاعری است که وضعیت اجتماعی اطراف او را متأثر کرده و اگر تعداد کم شعرهای شعاری وی پیرامون ایثار، جهاد و وضعیت خاص آن دوره در این مجموعه نمی‌بود، کمتر می‌شد برداشت کرد که او شاعر مهاجر و جبهه دیده است.

## آثار
اولین اثر خیری مجموعه اشعار اوست که تحت عنوان خوشه‌های باور بچاپ رسیده است.
این کتاب با یکهزار تیراژ در زمستان ۱۳۸۵ در شهر هرات بچاپ رسید.
فریدون آژند شاعر افغان در نقد خوشه‌های باور که در بی‌بی‌سی منتشر شده نوشته است
با این حال شاعر مجموعه «خوشه‌های باور»، با وجود نداشتن تحصیل آکادمیک در عرصه ادبیات توانسته از تنگنای وزن و قافیه در شعرهای موزون به خوبی بیرون آید و در شعرهای نیمایی و سپیدش نیز رگه‌هایی از خلاقیت وجود دارد، که اگر پرورانده شود، می‌توان او را به عنوان شاعری در حوزه جغرافیای محیطش قابل قبول خواند.
دومین اثرش مجموعه‌ای از دوبیتی‌های وی است که در تابستان ۱۳۸۷ در هرات چاپ شده است.
این اثر را که خیری برگی از روستا نام گذاری کرده دارای ۲۶۴ دوبیتی است که با تیراژ ۵۰۰ جلد به علاقه مندان شعرش عرضه شده است.
اکثر دوبیتی‌ها نیز در «مفاعیلن مفاعیلن مفاعیل» سروده شده است.
زبان شعر نادر خیری در قالبهای مختلف متنوع است. در شعرهای کلاسیک موزون، زبان شعری او زبانیست ساده، عام پسند و روان. نه پیچیدگی خاصی دارد و نه ابهام و ایهام و سختی محسوسی؛ از هر گونه آرایش کلامی و صناعی عاری است تا جایی که کلامش به زبان روزمره گفتاری نزدیک می‌شود و شعرش همانند شعرهایی که تاریخ مصرفش خیلی کوتاه است، می‌نماید

## نمونه آثار
| ما و ابریم که دلشاد نرفتیم ای دوست |  | ما و اشکیم که از یاد نرفتیم ای دوست |
| ما و آهیم که در هر نفسی هم آوا     |  | ما و سنگیم که بر باد نرفتیم ای دوست |

وقتی ماه
نگاهم را تماشایی می‌کند
بتو می‌اندشیم
به یک آسمان ستاره
و به شبی نقره‌ای
وقتی از جلوه‌های نگاهت
خوشه خوشه باور می‌چینم
به خرمن خرمن
باور می‌رسم.
آفتاب کجاست؟
کو آسمان؟
تا بسرایند،
شعر سبز بهاری شدنم را!
| غروبی دلگزا دارد ده ما      |  | فغان بی صدا دارد ده ما    |
| اگر درد و بلا دارد، ده ما ! |  | خدا دارد، خدا دارد، ده ما |

| فغان از ضجهٔ پنهان کوچه    |  | به یغما رفت سیب و نان کوچه |
| الهی بشکند دستی که از نو! |  | پلنگی می‌کند بر جان کوچه    |